# L'Annonce faite à Marie (film, 1991)
Pour les articles homonymes, voir L'Annonce faite à Marie (homonymie).
Pour plus de détails, voir Fiche technique et Distribution.
L'Annonce faite à Marie est un film franco-canadien réalisé par Alain Cuny, adapté de la pièce éponyme de Paul Claudel et sorti en 1991. 
C'est le seul film réalisé par Alain Cuny.

## Synopsis
À l’aube, dans la grange d’une ferme du XVe siècle, Pierre de Craon, bâtisseur de cathédrales, s’apprête au départ. La fille aînée d'Anne Vercors, le riche fermier, Violaine, dont Pierre a tenté naguère d'abuser, lui donne l’adieu. Elle apprend qu'il a la lèpre, lui offre un anneau et, par compassion, le baise sur la bouche, ignorant que sa sœur Mara les voit. Cette dernière harcèle Jacques, le fiancé de Violaine, qui refuse de croire au baiser que Violaine a donné à Pierre. Fou de jalousie, il presse Violaine de se disculper. Elle n’en fait rien, préférant que son fiancé la croie coupable et l’oublie.

## Fiche technique
- Titre original : L'Annonce faite à Marie
- Réalisation : Alain Cuny
- Scénario : Alain Cuny, d'après la pièce éponyme de Paul Claudel
- Décors : Hervé Baley, Bernard Lavoie, Jacques Mizrahi
- Costumes : Tal Coat, Élaine Éthier, Anne Le Moal
- Photographie : Caroline Champetier de Ribes, Denys Clerval, Serge Dalmas, Julien Hirsch, Paul Hurteau
- Son : Thierry Rousseau
- Montage : Françoise Berger-Garnault
- Musique : François-Bernard Mâche
- Production déléguée : Hugues Desmichelle, Jean-Marc Félio, Mychel Arsenault, Frédéric Robbes
- Sociétés de production : 
  -  La Sept Cinéma, Les Productions Desmichelle
  -  Pax Film International, Téléfilm Canada
- Société de distribution : Films sans Frontières
- Pays d'origine :  France,  Canada
- Langue originale : français
- Genre : drame
- Durée : 91 minutes
- Dates de sortie : France - 18 décembre 1991

## Distribution
- Ulrika Jonsson : Violaine Vercors
- Christelle Challab : Mara Vercors
- Alain Cuny : Anne Vercors, leur père
- Roberto Benavente : Pierre de Craon
- Jean Des Ligneris : Jacques Hury
- Cécile Potot : Élisabeth Vercors
- Ken MacKenzie : Le maire
- Samuel Tetreault : L'apprenti

## Autour du film
- Excepté Alain Cuny, tous les comédiens sont non-professionnels.
- Alain Cuny avait été choisi en 1944 par Paul Claudel pour jouer le rôle de Pierre de Craon au théâtre.

## Distinctions
- Prix du Jury œcuménique, Forum du Nouveau Cinéma, au Festival de Berlin 1992
- Prix Georges Sadoul 1992